# غاري ويست (دراج)
غاري ويست (بالإنجليزية: Gary West) هو دراج أسترالي، ولد في 8 يونيو 1960 في ميلدورا في أستراليا، وتوفي في 20 أغسطس 2017 في أديلايد في أستراليا بسبب تصلب جانبي ضموري.

## وصلات خارجية
- غاري ويست على موقع أرشيف الدراجات (الإنجليزية)
- غاري ويست على موقع أوليمبيديا (الإنجليزية)
- غاري ويست على موقع اللجنة الأولمبية الأسترالية (الإنجليزية)